# Horní Domaslavice (zámek)
Zámek Horní Domaslavice bylo panské sídlo stojící nad pravým břehem řeky Lučiny, v obci Horní Domaslavice. 

## Historie
Vznik zámku nelze přesně datovat, lze však vycházet z předpokladu, že zámek vznikl přestavbou původní středověké tvrzi. Z roku 1485 pochází zmínka o Smilu z Domaslavic, jako majiteli vsi, je tedy pravděpodobné, že tvrz vlastnil. V roce 1494 byl majitelem vsi Jiří Marklovský z Žebráče, majitel po něm není znám. 
V roce 1564 je připomínán jako majitel Horních Domaslavic Zikmund Tluk z Tošanovic. Po jeho smrti Horní Domaslavice drželo pět jeho synů v nedílu, nakonec se stal vlastníkem Balcar Tluk z Tošanovic. V roce 1602 se stává majitelem Horních Domaslavic Bohuslav Tluk, který byl zmíněn jako majitel ještě v roce 1624. 
Ke konci třicetileté války se na Těšínsku usadil císařský plukovník Filip Karel VI. baron ze Saint Genois d’Anneaucourt, čímž založil slezskou větev původně belgického rodu Saint Genois. Podle tradice byla v roce 1654 zbudována zámecká kaple (dnes kaple sv. Anny). Horní Domaslavice zdědil jeho mladší syn Karel Maxmilián ze Saint Genois d’Annaeaucourt. 

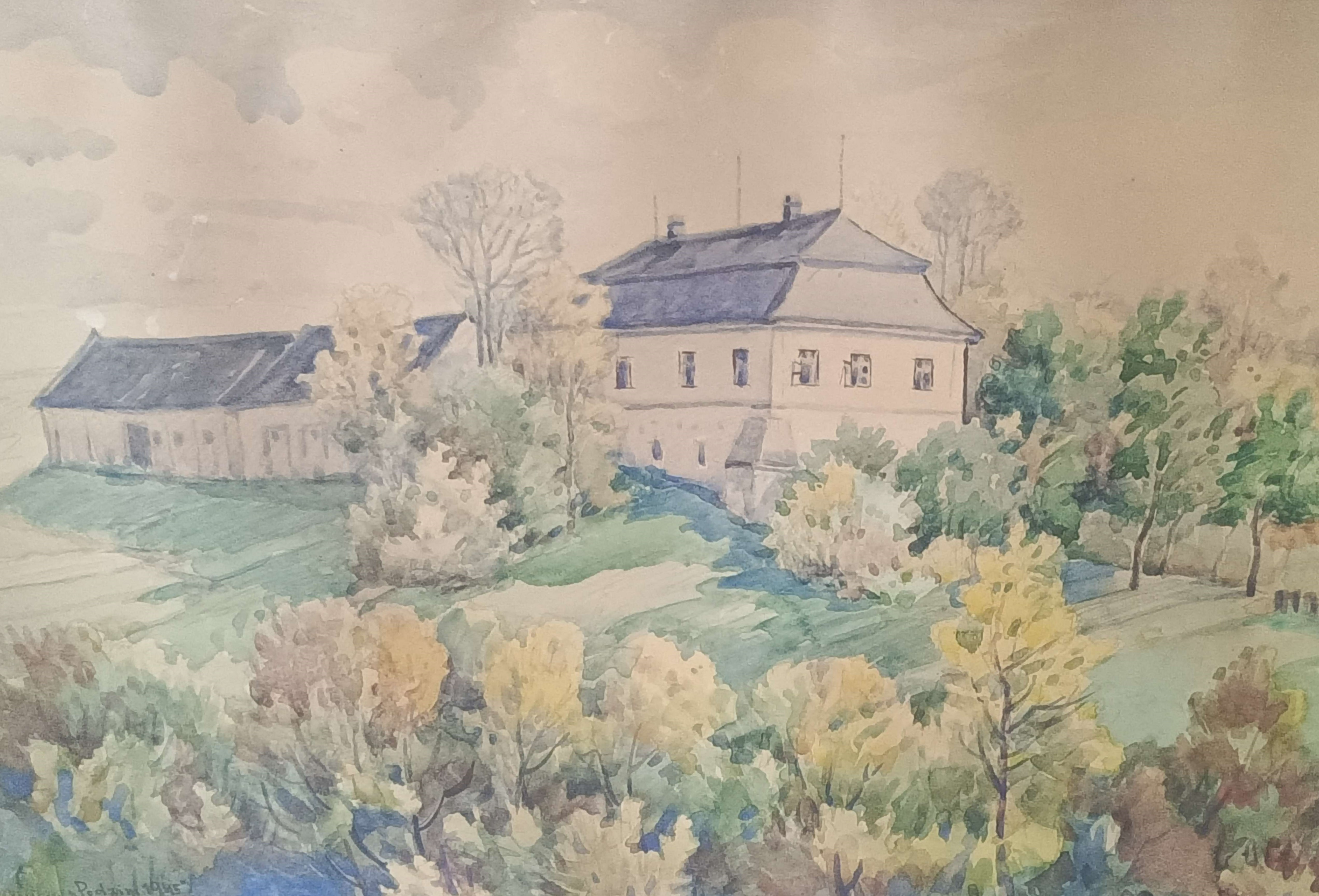
Malba zámku, Alois Drobný 1945

V roce 1718 Karel Maxmilián Horní Domaslavice prodává, a kupuje je Gottfried Rudolf Tluk z Tošonovic, jenž byl potomek někdejšího spoludržitele vsi Václava Tluka z Tošanovic.
Roku 1724 kupuje Horní Domaslavice Jiří Harrasovský z Harasova. Ten jako horlivý katolík sehrál hlavní roli ve výstavbě nového zděného farního kostela sv. Jakuba staršího na místě původního menšího dřevěného kostela. Harrasovský se poté odstěhoval do sousedních Horních Tošanovic. Následovalo časté střídání majitelů:
- 1753-1754 Erdman Sylvius Marklovský z Pernštejna
- 1754-1759 Kryštof Vilém Marklovský z Žebráče
- 1759-1767 Jan August z Neischütz
- 1767-1771 Alexej Bess z Chrostiny

Roku 1771 se stává vlastníkem Horních Domaslavic císařský plukovník a komoří, Arnold IX. ze Saint Genois jenž byl  pravnukem někdejšího majitele Filipa Karla VI. ze Saint Genois d’Anneaucourt. V roce 1782 odkoupil František Josef Grohmann Horní Domaslavice. Právě jemu je přičítána přestavba staršího sídla v dvoupodlažní zámek. Na stavbu byl použit kámen vytěžený nedaleko od zámku. Z malého lomu postupem času vzniklo jezírko, dnes zvané jako Mořské oko. Po jeho smrti roku 1788, zdědil panství jeho syn Jan Grohmann, jenž panství prodal svému bratrovi Rudolfu Grohmannovi roku 1800.
Roku 1825 se stává majitelem Mořic Gastheimb. V roce 1836 vznikly mapy stabilního katastru. Na indikační skice byl zámek zaznačen i s opěrnými pilíři, na severovýchodní straně zámku je zakreslena zděná přístavba. Z císařských otisků stabilního katastru z téhož roku vyplývá, že součástí zámeckého areálu bylo dalších pět zděných budov, obklopující spolu se zámkem obdélník zámeckého dvora, na němž se nacházela zelinářská zahrada a kaple. V bezprostřední blízkosti, východně od zámku se nacházela menší dřevěná budova čtvercového půdorysu. Je pravděpodobné, že se jednalo o altán. Na indikační skice je uprostřed dvora ohrada. Východně od zámku stála stáj pro koně. Před ní se nacházela koňská ohrada.

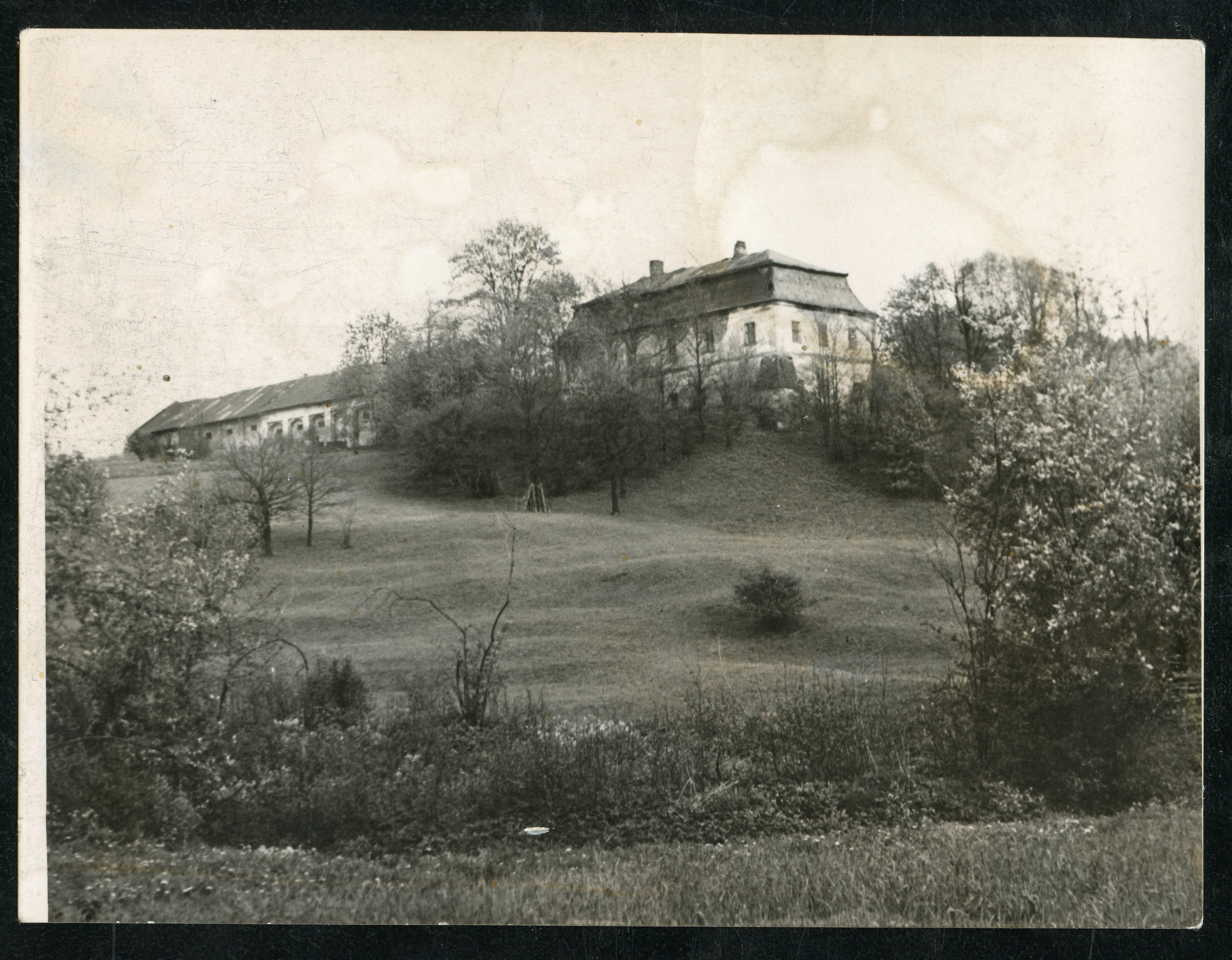
Fotografie zámku, březen 1957, foto: Adolf Kupiec

V roce 1838 odkoupil od Gastheimba panství Johann Gotfried Tschammer z Jiskřičína se svou manželkou Kristinou Beatou roz. Tschichard. Oba byli evangelíci, Tschammer podnikal v textilní manufaktuře. Zchudlý rod Tschammerů se počátkem 19. století opět dostával na výsluní a tak se Tschammer snažil o znovuzískání šlechtického titulu. Nastaly ovšem problémy s doložením šlechtického původu. Roku 1842 proto převádí panství na manželku Kristinu Beatu, která šlechtickým titulem disponovala. Po neúspěších, kdy po něm bylo žádáno k doložení šlechtického původu předložení šlechtického diplomu, roku 1845 posílá do Vídně dopis, ve kterém pohrozil, že pokud mu nebude šlechtický titul uznán, tak Horní Domaslavice prodá, a odstěhuje se do Pruska. 29. listopadu 1847 mu byl rytířský titul uznán.  Horní Domaslavice ještě vlastnil jejich syn, Fridrich Wilhelm. V roce 1872 se stávají majiteli velkostatku manželé Gustav Mentel a Marie Fedrová. Mentel byl poslancem zemského sněmu v Opavě a obecním radním v Horních Domaslavicích.

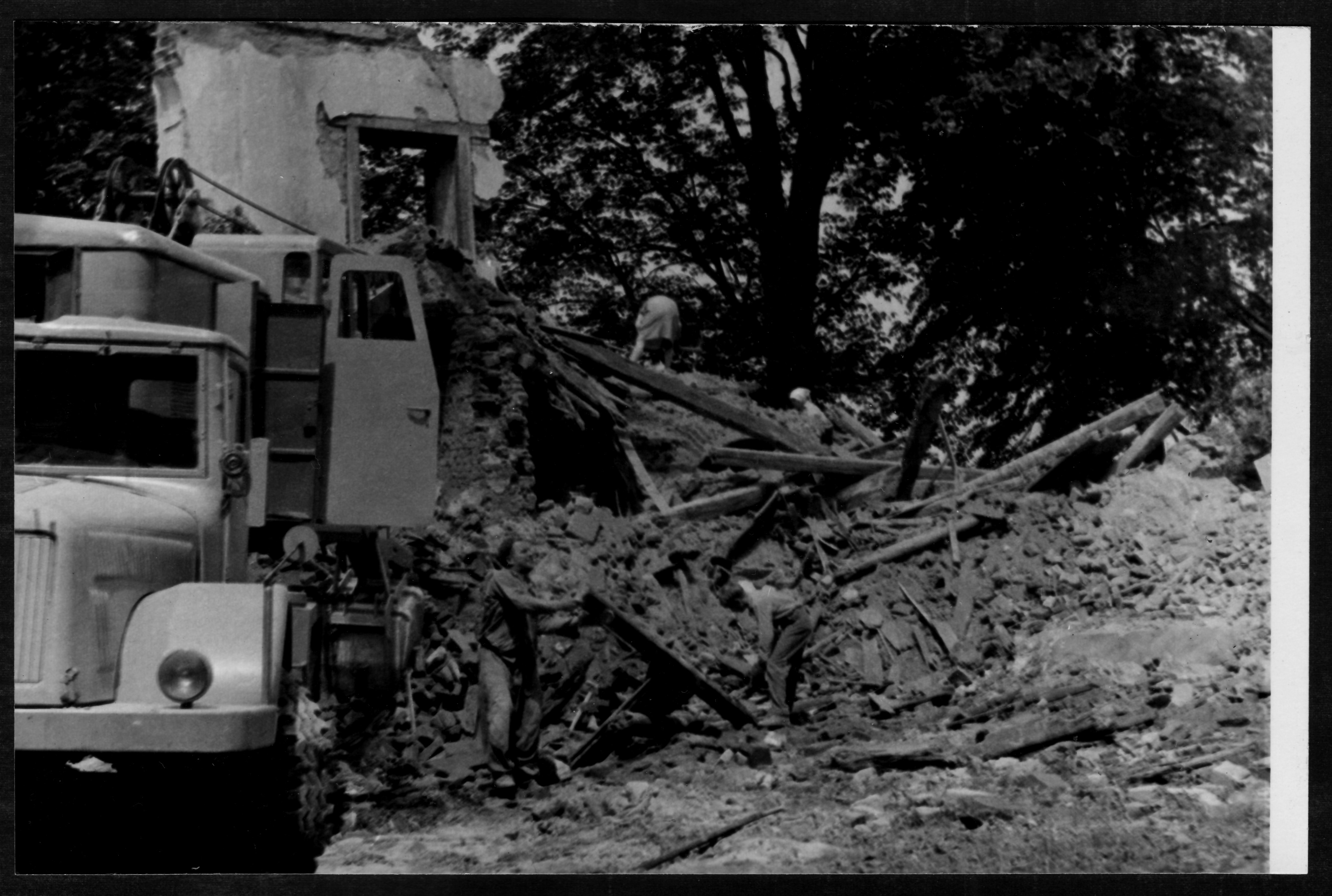
Demolice zámku v létě 1964, foto: Adolf Kupiec

Roku 1889 se stává vlastníkem velkostatku Horní Domaslavice baron Johann Emanuel Mattencloit. Mattencloit, známý svou náklonností k hazardním hrám a alkoholu byl nucen umořovat své dluhy vzniklé právě hazardem, rozprodejem pozemků velkostatku. Na druhou stranu se tím Mattencloit vyhnul pozemkové reformě po pádu monarchie. Mattencloit provedl i pár stavebních úprav, nechal zrekonstruovat střechu a přistavět dřevěnou verandu před vchod zámku. V roce 1923 zámek prodává a stěhuje se do Mostů u Těšína, později do Opatkovic u Krakowa. Zajímavostí je, že po jeho smrti roku 1929 byl převezen zpět do Domaslavic, kde je pohřben.
V roce 1923 kupuje zámek Rudolf Kirchof, majitel továrny na bělidla, již za rok však kupuje zámek stavitel Josef Pilc. Josef Pilc byl nekatolického vyznání, a proto odmítal dodržovat závazky držitele patronátního práva k farnímu kostelu v Horních Domaslavicích, s odůvodněním, že koupí velkostatku byly anulovány závazky dřívějších majitelů. Tento spor se vlekl několik let. Až roku 1932 moravskoslezská finanční prokuratura rozhodla, že patronát je pevně svázán s vlastnictvím velkostatku a Josef Pilc, jakožto majitel, je povinen se finančně podílet na údržbě a finančním zajištění zdejšího kostela.
S nástupem velké hospodářské krize v Československu obor stavebnictví byl jeden z nejvíce zasažených a Josef Pilc se dostal do dluhů. Josef Pilc se své dluhy rozhodl řešit rozprodejem majetku, a tedy nabídnul roku 1933 dosavadnímu správci zámku, Antonínu Vavrušovi, aby zámek odkoupil. Do záležitosti ještě vstupuje Vavrušův zeť, František Zavadil, který na zámku zastupoval Pilce od roku 1927. Rozhodnou se, že zámek koupí napůl. Z nejasných důvodů nekupuje zámek přímo Vavruša, ale jeho manželka, Apolonie Vavrušová. Zámek byl rozdělen na ideální polovice. Vavrušová vlastnila ideální polovici severní části zámku, Fratnišek a Ludmila Zavadilovi jižní část zámku. Když v roce 1935 Apolonie Vavrušová umírá, dědí ideální polovici její druhá dcera, Josefa Vavrušová. Ta se roku 1940 provdá za řezníka Gustava Folvarčného. 
Na základě pomnichovských událostí byla 8. října 1938 byla část obce Horní Domaslavice anektována Polskem. Novou státní hranici tvořila i přes nevoli zdejšího většinově českého obyvatelstva řeka Lučina, anektován byl pravý břeh, tedy i zámek. V budově zámku byli ubytováni polští vojáci. Po válce se Folvarčný zasazoval o opravu zchátralého zámku. Zámek vyžadoval nezbytné opravy střechy. Narazil však na nedostatek stavebního materiálu. Podařilo se mu pouze získat materiál na zpevnění jihozápadního opěrného pilíře, který je dnes poslední stojící památka po zámku. Zavadil o opravu zchátralého zámku zájem neměl. Zámek dále chátral, až se nad polovicí Folvarčných propadla střecha. V polovině padesátých let se proto ze zámku Folvarční i Zavadilovi vystěhovali. Po vzniku JZD Horní Domaslavice přešly pozemky pod správu družstva. Folvarčný vstoupil do družstva 13. března 1959, s výměrou zemědělské půdy 3,64 ha. JZD u zámku začalo pást nižší desítky býků, kteří demolovali vnější fasádu budov. Prázdný zámek v dezolátním stavu se stal útočištěm místní mládeže. Když se 22. června 1961 zřítila celá střecha zámku, požádalo MNV Horní Domaslavice o upuštění od památkové ochrany zámku, čemuž bylo vyhověno. Demolice zámku proběhla v létě roku 1964. Sutí byly zpevněny obecní cesty, či byla rozebrána jako stavební materiál občany obce. 

## Popis zámku
Zámek ležel na vyvýšenině nad řekou Lučinou. Z hlavní cesty vedla skrze zámeckou bránu k zámku dlážděná příjezdová cesta. Cesta dále pokračovala skrze dvůr až ke křižovatce pod kostelem. Okolo zámku nebyla hustá zástavba, východně stály stodoly a hospodářské budovy, západně, pod kopcem chudobinec a lihovar. Severně od zámku se rozprostíraly pastviny, jižně zahrada. Ze severní a západní strany byl zámek obklopen stromy.
Půdorys zámku byl obdélníkový o rozměrech 29x14,5 m, s verandou o půdorysu 8x4 m. Východní strana zámku je mírně zkosena. Zámek sestával z dvou obytných pater a podkroví. Obvodové zdivo v 1. podlaží bylo tloušťky 90 cm, v 2. podlaží 60 cm, což podporuje teorii, že zámek vznikl přestavbou jednopodlažní tvrze na dvoupodlažní zámek. Na rozích zámku byly masivní opěrné pilíře, sahající až k druhému podlaží. Západní pilíře byly z důvodu zapuštění do svahu mohutnější. Vápenoštuková omítka zámku byla béžového odstínu. Předěl mezi patry byl vyznačen římsami, pod střechou byla okapová římsa. Na exteriéru zámku nenajdeme kromě říms a šambrán žádné zdobné prvky. Zámek kombinoval prvky empíru a baroka.
Zámek kryla mansardová – valbová střecha z eternitu s kompletními klempířskými prvky z pozinkovaného plechu. Na střeše byly instalovány hromosvody. Ve střeše nebyla žádná okna, ani vikýře. Na vrcholu střechy byly dva komíny.